# Triban (Buje)
Triban (olaszul:  Tribano) falu Horvátországban, Isztria megyében. Közigazgatásilag Bujéhoz tartozik.

## Fekvése
Az Isztria északnyugati részén, Umagtól 15 km-re délkeletre, községközpontjától 2 km-re délkeletre, a Bujština területén, a Bujéból Grožnjan felé menő út mentén fekszik.

## Története
A közeli Krog várának falmaradványai arra utalnak, hogy itt már a történelem előtti időben is éltek emberek. A 16. és 17. században a Balkánról, főként Dalmáciából érkezett földműves családokkal népesítették be. 1797-ben a napóleoni háborúk következtében megszűnt a Velencei Köztársaság és az Isztriával együtt a település is Habsburg uralom alá került. 1805-ben Napóleon a francia fennhatóság alatt álló Illír provincia részévé tette. Napóleon bukása után 1813-ban az egész Isztriával együtt ismét a Habsburg birodalom részévé vált és maradt 1918-ig. 1857-ben 240, 1910-ben 327 lakosa volt. Az első világháború után a rapallói szerződés értelmében Isztria az Olasz Királysághoz került. 1943-ban az olasz kapitulációt követően német megszállás alá került, mely 1945-ig tartott. A második világháború után a párizsi békeszerződés értelmében Jugoszlávia része lett, de 1954-ig különleges igazgatási területként átmenetileg a Trieszti B zónához tartozott és csak ezután lépett érvénybe a jugoszláv polgári közigazgatás. A település Jugoszlávia felbomlása után 1991-ben a független Horvátország része lett. 1993-ban újraalakították a történelmi Buje községet. 2011-ben 127 lakosa volt. Lakói mezőgazdasággal, ezen belül főként szőlő, gabona és gyümölcstermesztéssel, állattartással és újabban egyre inkább turisták vendéglátásával foglalkoznak.

## Nevezetességei
Szent György tiszteletére szentelt egyhajós plébániatemploma 1656-ban épült, 1758-ban bővítették. Különálló 22 méter magas harangtornya 1872-ben épült fehér kövekből. Impozáns gúla alakú toronysisakja van. Belseje stukkókkal és freskókkal gazdagon díszített. Barokk főoltárán a sárkánnyal küzdő Szent György és a gyermekét karján tartó Szent József szobra áll. Két mellékoltára az Irgalmasság anyja és Szent Rókus tiszteletére van szentelve. A bejárat egyik oldalán érdekes felirat van befalazva, mely szerint XXII. János pápa negyven napos bűnbocsánatot ad annak aki a templomot meglátogatja, IV. Kelemen pápa pedig 3800 évi bűnbocsánatot ad annak aki megcsókolja a keresztet és szentmisét hallgat.

## Lakosság
| Lakosság változása | Lakosság változása | Lakosság változása | Lakosság változása | Lakosság változása | Lakosság változása | Lakosság változása | Lakosság változása | Lakosság változása | Lakosság változása | Lakosság változása | Lakosság változása | Lakosság változása | Lakosság változása | Lakosság változása | Lakosság változása |
| ------------------ | ------------------ | ------------------ | ------------------ | ------------------ | ------------------ | ------------------ | ------------------ | ------------------ | ------------------ | ------------------ | ------------------ | ------------------ | ------------------ | ------------------ | ------------------ |
| 1857               | 1869               | 1880               | 1890               | 1900               | 1910               | 1921               | 1931               | 1948               | 1953               | 1961               | 1971               | 1981               | 1991               | 2001               | 2011               |
| 240                | 254                | 273                | 301                | 342                | 327                | 335                | 307                | 344                | 200                | 211                | 187                | 151                | 173                | 150                | 127                |